# Gomez (gruppo musicale)
I Gomez sono una band inglese di indie rock proveniente da Southport. Il loro primo album, Bring It On, ha vinto il Mercury Music Prize nel 1998.

## Storia del gruppo

### Gli inizi
Il chitarrista e cantante Ian Ball, il batterista Olly Peacock e il bassista Paul Blackburn suonavano già insieme in una band locale chiamata Providence. Si sono poi uniti al chitarrista / cantante / tastierista Tom Gray. Ian Ball incontrò il cantante / chitarrista Ben Ottewell a Matlock Bath nel Derbyshire all'Università di Sheffield, dove entrambi stavano studiando.
La band faceva i suoi primi piccoli concerti agli inizi del '96 a Leeds senza un vero e proprio nome. Successe tutto un giorno quando lasciarono un biglietto con un messaggio per un amico con scritto 'Gomez la band è arrivata' il quale stava ad indicare il luogo dove avrebbero suonato per la prima volta. La gente vedendo il messaggio ha creduto che il nome della band fosse Gomez. Da qui l'origine.
Poco dopo la band iniziò a registrare quattro demo nel garage del padre di Olly a Southport. La demo fu talmente eccezionale che fu subito guerra tra le case discografiche per accaparrarseli. Loro firmarono con la Virgin Records nel 1997.

### Successi in carriera
I Gomez entrarono in studio di registrazione nel '97 per trasformare la loro demo in un album intero.
La band spese i tre mesi seguenti nello studio e nel tour britannico con gli Embrace.Get Myself Arrested e Whippin' Piccadilly sono stati emessi come singoli, mentre i Gomez giravano gli USA con Eagle-Eye Cherry. Pur essendo stato accolto molto positivamente dalla critica, Bring It On è l'unico album dei Gomez a non aver trovato alcun piazzamento nella classifica statunitense.
Nel 1998, la celebre multinazionale di elettronica Philips scelse i Gomez per realizzare una cover della canzone Getting Better dei Beatles, pagata 100 milioni di dollari per la campagna della nuova linea. La canzone sarà pubblicata su disco solo due anni dopo, nella collezione di rarità del gruppo Abandoned Shopping Trolley Hotline.
Il secondo album della band, Liquid Skin, fu emesso nel 1999, dando ai Gomez ulteriori successi nelle classifiche britannica ed australiana, e un'entrata nella classifica delle novità interessanti di Billboard.
Il terzo album In Our Gun è uscito nel 2002. Ha raggiunto la Top10 nel Regno Unito e la Top50 della classifica australiana. Il singolo Shot Shot è entrato nella UK top 40, nella top 20 portoghese, e nella Billboard Heatseeker Chart.
Dopo tre album autoprodotti, la band ha scelto il produttore Tchad Blake per creare il nuovo disco nello studio di Portslade nell'East Sussex. Blake, che aveva precedentemente prodotto album per Tom Waits, Crowded House e Pearl Jam, curò le nuove dodici tracce, realizzate in 18 mesi di lavoro in studio, che costituirono il loro quarto album Split the Difference pubblicato nel maggio 2004. Questo album raggiunse la top 40 nel Regno Unito ed in Australia. Il primo singolo, Catch Me Up, entrò nella top 40 nel marzo 2004; come secondo singolo fu invece pubblicato Silence.
Split the Difference ricevette un responso positivo della critica, descritto come "una delle più fini pubblicazioni dell'anno in corso" e salutato con frasi come "Se eravate quelle persone che li avevano criticati due anni fa, è il momento di riascoltarli".
Malgrado l'ottima accoglienza, la loro casa discografica, la Virgin Records, li licenziò. La Hut Recordings essendo sotto la VR fu pure sciolta e la maggior parte dei musicisti andò verso altre etichette, tra le quali la EMI.
In uno sforzo per consolidare la loro popolarità negli USA, i Gomez sono stati in tour per i due anni seguenti.
Nel 2005 i Gomez firmarono un contratto con Dave Matthews (della Dave Matthews Band) e la sua ATO Records. Sotto questa etichetta, la band fece uscire il suo primo album dal vivo Out West nel giugno 2005. Il doppio CD fu realizzato a partire dallo spettacolo registrato al famoso Fillmore Theater di San Francisco, nel gennaio 2005.
Nel gennaio 2006 il gruppo ha suonato da Jam Cruise prima di ritornare in studio per completare il nuovo "How We Operate"
Dopo aver suonato al SxSW music festival ad Austin, Tom, Ian e Ben hanno prodotto materiale per la prossima uscita in diverse città statunitensi. Hanno persino partecipato a diversi grandi festival all'aperto tra i quali il Bonnaroo Music Festival nel Tennessee, il Jazzfest a New Orleans e il Sasquatch Festival a George, WA.
L'album How We Operate fu pubblicato il 2 maggio 2006. La canzone titolo dell'album fu usata per la colonna sonora della serie Grey's Anatomy nell'episodio "Deterioration of the Fight or Flight Response". Il 14 febbraio 2006 la loro canzone "See The World" fu utilizzata nella serie televisiva Dr. House - Medical Division nell'episodio Mezzo genio. I Gomez hanno anche partecipato, assieme a molte altre band, al tributo a John Lennon nel venticinquennale della scomparsa, trasmesso dalla BBC Radio2. Lì i Gomez hanno proposto la beatlesiana Hey Bulldog, e Instant Karma! del Lennon solista.
Una nuova raccolta di A e B-sides e di altre rarità intitolata Five Men in a Hut fu fatta uscire il 17 ottobre 2006. Il secondo disco in particolare contiene tracce, edite e inedite, del periodo 1998-2004, sotto la Hut/Virgin. Fu pure pubblicato un DVD con i videoclip e le interviste di quel periodo.
Il gruppo continua il tour. Nel tour americano del 2007 fa "coppia" con l'artista della stessa etichetta Ben Kweller. La band è in tour in Australia e Nuova Zelanda prima di ritornare alla seconda parte del tour statunitense.
Nel marzo 2007 hanno registrato un concerto al Vic Theater di Chicago, IL ascoltabile via MSN.
Il vocalista e scrittore Ian Ball ha recentemente iniziato un progetto solista con un album intitolato Who Goes There.
Nel 2008 i Gomez sono il gruppo spalla per diversi concerti della Dave Matthews Band. Sono inoltre in studio per lavorare su una nuova uscita che è programmata per gli inizi del 2009. Quindi, durante il 2009 aprono alcune date dal vivo dei Pearl Jam.

## Formazione
- Ian Ball - voce, chitarra
- Ben Ottewell - voce, chitarra
- Paul Blackburn - basso
- Tom Gray - voce, chitarra, tastiere
- Olly Peacock - batteria

## Discografia

### Album
| Titolo                             | Tipo        | Anno | UK Chart | US Heatseeker | US Billboard 200 | Aus Chart |
| ---------------------------------- | ----------- | ---- | -------- | ------------- | ---------------- | --------- |
| Bring It On                        | Studio      | 1998 | #11      | -             | -                | -         |
| Liquid Skin                        | Studio      | 1999 | #2       | #30           | -                | #9        |
| Abandoned Shopping Trolley Hotline | Compilation | 2000 | #10      | #44           | -                | -         |
| In Our Gun                         | Studio      | 2002 | #8       | #37           | -                | #5        |
| Split the Difference               | Studio      | 2004 | #12      | #11           | #191             | #24       |
| Out West                           | Live        | 2005 | #145     | #46           | -                |           |
| How We Operate                     | Studio      | 2006 | #69      | #1            | #106             | #37       |
| Five Men In A Hut (CD & DVD)       | Compilation | 2006 | -        | -             | -                | -         |
| A New Tide                         | Studio      | 2009 | -        | -             | -                | -         |
| Whatever's On Your Mind            | Studio      | 2011 | -        | -             | -                | -         |

### Singoli
| Titolo                   | Data              | UK Chart |
| ------------------------ | ----------------- | -------- |
| 78 Stone Wobble          | 6 aprile, 1998    | # 44     |
| Get Myself Arrested      | 8 giugno, 1998    | # 45     |
| Whippin' Piccadilly      | 7 settembre, 1998 | # 35     |
| Bring It On              | 5 luglio, 1999    | # 21     |
| Rhythm & Blues Alibi     | 6 settembre, 1999 | # 18     |
| We Haven't Turned Around | 22 novembre, 1999 | # 38     |
| Shot Shot                | 11 marzo, 2002    | # 28     |
| Sound of Sounds          | 10 giugno, 2002   | # 48     |
| Catch Me Up              | 15 marzo, 2004    | # 36     |
| Silence                  | 17 maggio, 2005   | # 41     |
| Sweet Virginia           | 6 settembre, 2005 | -        |
| How We Operate           | 17 aprile, 2006   | -        |
| Girlshapedlovedrug       | 29 maggio, 2006   | # 66     |
| See The World            | 4 settembre, 2006 | # 107    |

## Curiosità
- Il singolo We Haven't Turned Around, estratto da Liquid Skin del 1999, è stato inserito nella colonna sonora del film di successo American Beauty